# Malix (chanteur)
Malix, de son vrai nom Upit Mwantend Nathan (né à Lubumbashi en mai 1992, dans le Haut-Katanga) est un chanteur, rappeur et auteur-compositeur-interprète congolais (RDC),,,.

## Biographie
Étudiant en médecine à l'université de Lubumbashi, tout jeune il se lance dans la musique. Il choisit « Malix » comme nom de scène, ce qui est d'après son explication, inspiré par le mélange du nom de Malcolm X qu'il a toujours considéré comme source d'inspiration à la suite de son combat et Malik qui est un nom d'origine arabe voulant dire : Roi. Polyglotte, il chante dans plusieurs langues, telles que le swahili, luba-kasaï et le français.
Passionné de musique, Malix commence son parcours en tant que chantre au sein d'une chorale d'une église de sa localité. Quelques années après, en 2011, il se dévoile au grand public grâce à son tout premier single intitulé Où va le monde. L’année suivante, il lance une mixtape intitulée Je représente contenant 5 morceaux. Cette dernière lui offre enfin l'opportunité de livrer quelques concerts dans différentes communes de sa ville.
Il joue également dans plusieurs autres festivals et concours, tels que Festival Mwenda de la Rumba, Festival Amani, Festival Nzenze. Il est présent au concours Castle live opera ainsi que dans plusieurs autres productions à l’institut français de Lubumbashi qui le soutient.
En 2021, il est en résidence artistique à l’institut français de Lubumbashi, événement ayant pour but de travailler sur un mélange de deux styles musicaux différents dont le karindula (un style musical traditionnel de l’espace Katanga) et le rap. Une façon pour lui en tant qu’artiste de cette région de créer un nouveau style musical qui peut moderniser leur musique traditionnelle, qui selon lui tend à disparaître.

## Discographie

### Singles
- 2018 : Minatcha mpombé
- 2018 : The Way
- 2018 : Pascalina
- 2018 : Tutakufwaka
- 2020 : Ndjo vile
- 2021 : Cash App
- 2021 : Six Foot Oriental
- 2021 : It's You
- 2022 : Family First
- 2022 : Money Power Respect
- 2022 : Kaji (feat Jiyen)
- 2022 : Move Precise
- 2022 : N'importe quoi
- 2022 : Bwema